# Legnotomyia erivanensis
Legnotomyia erivanensis är en tvåvingeart som först beskrevs av Paramonov 1925.  Legnotomyia erivanensis ingår i släktet Legnotomyia och familjen svävflugor.
Artens utbredningsområde är Armenien. Inga underarter finns listade i Catalogue of Life.